# A Kalabanda ate my homework
A Kalabanda ate my homework es un cortometraje de animación ugandés creado por Robin Malinga y dirigido por su hermano Raymond Malinga. Está protagonizado por Martha Kay, Faith Kisa con Patrick Salvador Idringi y Daniel Omara.

## Sinopsis
Tendo es una alumna de escuela primaria que llegó a clases sin su tarea y cuando se le pregunta por qué no la tiene, da como excusa de que una Kalabanda (una criatura mítica) se comió su tarea.

## Reparto
| Actor                    | Personaje  |
| ------------------------ | ---------- |
| Patrick Salvador Idringi | Kalabanda  |
| Martha Kay               | Tendo      |
| Faith Kisa               | Amiya      |
| Daniel Omara             | Sr. Oketch |
| Kasaija Peter            |            |
| Seguja Derrick           |            |

## Recepción
La película tuvo una acogida positiva y desde su estreno fue seleccionada en festivales, nominada a premios, ganando algunos. Fue seleccionada y proyectada en el Festival de Arte de Reanimania en Ereván en Armenia, festival de cine Cote d'ivore donde ganó un premio a la mejor animación, Festival de Cine Africano, Festival de Cine Africano de Silcon Valley y también recibió una nominación en los Premios del Festival de Cine de Uganda 2017.
En 2018, ganó el premio a la "Mejor animación de criaturas" en el Festival Internacional de Cine de África en Lagos, Nigeria.